# Eulepida mashona
Eulepida mashona är en skalbaggsart som beskrevs av Gilbert John Arrow 1902. Eulepida mashona ingår i släktet Eulepida och familjen Melolonthidae. Inga underarter finns listade i Catalogue of Life.